# Шёльдебранд, Шарлотта
Шарлотта Летития Шёльдебранд (швед. Charlotta Letitia Skjöldebrand, урождённая Эннес (швед. Ennes); 29 июня 1791 — 17 апреля 1866), — шведская придворная дама. Она служила обер-гофмейстериной (швед. överhovmästarinna) при королеве Швеции Жозефине Лейхтенбергской с 1835 по 1866 год.

## Биография
Шарлотта Шёльдебранд была дочерью предпринимателя Пера Эннеса (1753—1829) и Элисабет Маргареты Брендстрём (1766—1822). В 1811 году она вышла замуж за графа Андерса Фредрика Шёльдебранда (1757—1834). Их сын, Эрик Богислаус Шёльдебранд (1816—1868), стал впоследствии известным художником и военным офицером.
В 1836 году она стала преемницей Элисабет Шарлотты Пипер (1787—1860) в должности старшей фрейлины наследной принцессы Жозефины Лейхтенбергской (1807—1876). Шарлотта Шёльдебранд сохранила это место и после возвышения её в качестве королевы Жозефины в 1844 году и после 1859 года, когда та овдовела.
После вступления на престол Швеции короля Оскара I в 1844 году был введён ряд реформ, призванных подчинить себе «чересчур впечатляющую пышность» и провокативное величие придворной жизни, а также были отменены некоторые придворные церемонии, обычаи и ритуалы. Кроме того, в то время как король разрешил своей матери, вдовствующей королеве, содержать двор королевы по старым стандартам и пользоваться апартаментами королевы, большинство кабинетов как двора короля, так и королевы опустели по политическим причинам, а Шарлотта Шёльдебранд должна была реализовывать реформы при дворе королевы, где должности замужних фрейлин (швед. statsfru) оставались без своих заместительниц и с одной лишь фрейлиной (швед. hovfröken) для присмотра.
Эмиль Кей (1822—1892) следующим образом описывал Шарлотту Шёльдебранд в 1864—1865 годах:
«Я часто виделся с ней зимой 1864—1865 годов, когда жил преимущественно в пансионе у Олинсов, но проводил выходные и воскресенья в гостеприимном доме моей тёти Ингеборг и дяди, в резиденции губернатора в королевском дворце. На стене висел великолепный юношеский портрет старшей графини Шёльдебранд работы Бреды, но там она была не красивее, чем она была будучи седовласой старухой. В прошлом старшая фрейлина, она рассказывала забавные придворные истории и не отказывала себе в том, чтобы приправить их множеством очаровательно исполненных ругательств».
Шарлотта Шёльдебранд также была активна как непрофессиональный художник.